# Парламентські вибори у Греції 2012 (травень)
Парламентські вибори у Греції мали б відбутися у 2013 році, через чотири роки після попередніх виборів. Однак при формуванні уряду широкої коаліції на чолі із безпартійним Лукасом Пападімосом було також затверджено рішення про проведення дострокових виборів. Згодом вибори очікувалися в період між 29 квітня та 13 травня 2012 року. Зрештою 11 квітня Лукас Пападімос під час засідання Кабінету міністрів оголосив остаточну дату виборів — 6 травня 2012 року.

## Прогнози
Згідно з даними соціологічних досліджень, провідні політичні партії ПАСОК та Нова Демократія за час боргової кризи втратили до 50 % свого традиційного електорату. Греки налаштовані голосувати за більш дрібні та новостворені партії — політичний блок Коаліція радикальних лівих (або СІРІЗА), партії Народний православний заклик і Демократичні ліві. Також соціологи вважають, що вперше подолати прохідний бар'єр до Грецького парламенту може партія неофашистів Хрісі Авгі.

## Результати виборів
За підсумками виборів партія ПАСОК, яка від 2009 року формувала більшість у парламенті, посіла лише третю сходинку. Перемогу виборола Нова Демократія, яка проте не здобула 151 місце, необхідне для формування більшості. Водночас вперше прохідний бар'єр у 3 % подолала ультраправа партія Хрісі Авгі, набравши 7 % голосів.
Підсумки виборів у Грецький парламент 6 травня 2012 року
| Партія                                        | Партія                         | Лідер(и)                       | Голоси    | %       | +/-         | Місця | +/-  |
| --------------------------------------------- | ------------------------------ | ------------------------------ | --------- | ------- | ----------- | ----- | ---- |
|                                               | Нова Демократія                | Антоніс Самарас                | 1,183,851 | 18.9 %  | −14.6       | 108   | ▲17  |
|                                               | Коаліція радикальних лівих     | Алексіс Ципрас                 | 1,051,094 | 16.8 %  | +12.2       | 52    | ▲39  |
|                                               | ПАСОК                          | Евангелос Венізелос            | 827,459   | 13.2 %  | −30.7       | 41    | ▼119 |
|                                               | Незалежні греки                | Панос Камменос                 | 664,737   | 10.6 %  | нова партія | 33    | ▲33  |
|                                               | Комуністична партія            | Алека Папаріга                 | 531,293   | 8.5 %   | +1.0        | 26    | ▲5   |
|                                               | Золотий світанок               | Ніколаос Міхалолякос           | 437,005   | 7.0 %   | +6.7        | 21    | ▲21  |
|                                               | Демократичні ліві              | Фотіс Кувеліс                  | 382,650   | 6.1 %   | нова партія | 19    | ▲19  |
|                                               | Екологи-зелені                 | комітет шістьох                | 183,708   | 2.9 %   | +0.4        | 0     | ▬    |
|                                               | Народний православний заклик   | Георгіос Каратзаферіс          | 182,023   | 2.9 %   | −2.7        | 0     | ▼15  |
|                                               | Демократичний альянс           | Дора Бакоянні                  | 160,280   | 2.6 %   | нова партія | 0     | ▬    |
| Правильно заповнені бюлетені                  | Правильно заповнені бюлетені   | Правильно заповнені бюлетені   | 6,271,396 | 97.6 %  |             |       |      |
| Неправильно заповнені бюлетені                | Неправильно заповнені бюлетені | Неправильно заповнені бюлетені | 116,117   | 1.8 %   |             |       |      |
| Порожні бюлетені                              | Порожні бюлетені               | Порожні бюлетені               | 35,533    | 0.6 %   |             |       |      |
| Підсумок                                      | Підсумок                       | Підсумок                       | 6,423,046 | 100.0 % |             | 300   |      |
| Електорат і явка виборців                     | Електорат і явка виборців      | Електорат і явка виборців      |           | 65.1 %  |             |       |      |
| Джерело: Міністерство внутрішніх справ Греції |                                |                                |           |         |             |       |      |
| Примітки                                      |                                |                                |           |         |             |       |      |

## Призначення нових виборів
7 травня Президент Грецької Республіки Каролос Папуліас зустрівся із лідером Нової Демократії Антонісом Самарасом із дорученням розпочати процес формування коаліційного уряду. Водночас після оприлюднення результатів голосування 7 травня лідер SYRIZA Алексіс Ципрас, який проголосив курс на відмову від програми європейської фінансової допомоги та жосткої економії в країні, а також лідер Демократичних лівих Фотіс Кувеліс заявили про категоричну відмову формувати коаліційний уряд із партіями Нова демократія та ПАСОК.
Оскільки впродовж трьох днів новий Кабінет міністрів Греції не було сформовано, за Конституцією Греції, партія, що здобула другу позицію за кількістю набраних голосів виборців (Коаліція радикальних лівих SYRIZA), мала наступні три дні на формування уряду. Однак це не вдалося і SYRIZA, тому у наступні три дні лідер партії ПАСОК Евангелос Венізелос намагався сформувати уряд.
Зрештою жодна з партій-переможниць не створила уряду. Вранці 13 травня лідери партій зібралися на нараду у Президента Греції Каролоса Папуліаса, він запропонував створити неполітичний Кабінет міністрів. На цю пропозицію пристав навіть лідер SYRIZA Алексіс Ципрас, однак урешті-решт згоди політики не досягли. Відтак 15 травня офіційно проголошено про проведення нових парламентських виборів.